# Edrioasteroidea
Edrioasteroidea é uma extinta classe de equinodermos. 